# Chloronia absona
Chloronia absona är en insektsart som beskrevs av Oliver S. Flint Jr. 1992. Chloronia absona ingår i släktet Chloronia och familjen Corydalidae. Inga underarter finns listade i Catalogue of Life.